# Mont Idoukal-n-Taghès
Mont Idoukal-n-Taghès (též Mont Bagzane či Mont Bagzan, 2022 m n. m.) je hora v pohoří Aïr v západní Africe. Leží ve středním Nigeru v regionu Agadez na hranicích departementů Arlit a Tchirozérine. Jedná se o nejvyšší horu Nigeru.